# Hemerobius rufus
Hemerobius rufus är en insektsart som beskrevs av Charles Joseph de Villers 1789. Hemerobius rufus ingår i släktet Hemerobius och familjen florsländor. Inga underarter finns listade i Catalogue of Life.